# Championnat de Hong Kong de football 2017-2018
Navigation
Saison précédente Saison suivante
La saison 2017-2018 de Premier League de Hong Kong  (aussi connu sous le nom de BOC Life Hong Kong Premier League pour des raisons de parrainage) est la quatrième saison du Championnat de Hong Kong de football, la division supérieure de football à Hong Kong.

## Participants
Un total de 10 équipes disputeront le championnat, huit d'entre elles ont déjà participé à la saison précédente de cette même compétition. La compétition est complétée de deux équipes : l'une est Dreams FC anciennement BC Glory Sky, la dernière étant une formation nouvellement formée, Lee Man FC.

### Stades et localisation
| Kitchee Eastern        | Southern                   | Yuen Long                   |
| ---------------------- | -------------------------- | --------------------------- |
| Mong Kok Stadium       | Aberdeen Sports Ground     | Yuen Long Stadium           |
| Capacité : 6 664       | Capacité : 4 000           | Capacité : 5 000            |
|                        |                            |                             |
| Tai Po                 | Rangers                    | Pegasus                     |
| Tai Po Sports Ground   | Sham Shui Po Sports Ground | Hong Kong Stadium           |
| Capacité : 3 200       | Capacité : 2 194           | Capacité : 40 000           |
|                        |                            |                             |
| Dreams                 | R&F                        | Lee Man FC                  |
| Tsing Yi Sports Ground | Yanzigang Stadium          | Tseung Kwan O Sports Ground |
| Capacité : 1 500       | Capacité : 1 000           | Capacité : 3 500            |
|                        |                            |                             |

Remarques:
- 1 : La capacité de l'Aberdeen Sports Ground a artificiellement été réduite de 9 000 à 4 000 places car seul la partie principale est ouverte aux matchs de football.
- 2 : La capacité de l'Yanzigang Stadium a artificiellement été réduite de  2 000 à 1 000 places.

### Personnel et équipements
| Équipe     | Président       | Entraîneur        | Capitaine        | Marque du maillot | Sponsor maillot            |
| ---------- | --------------- | ----------------- | ---------------- | ----------------- | -------------------------- |
| Dreams FC  | Leung Chi Kui   | Leung Chi Wing    | Chan Wai Ho      | Kelme             | chatspr                    |
| Eastern    | Peter Leung     | Szeto Man Chun    | Yapp Hung Fai    | Adidas            | O2 Capsule                 |
| HK Pegasus | Canny Leung     | Yeung Ching Kwong | Chan Siu Ki      | Adidas            | ZTE                        |
| Kitchee    | Ken Ng          | Chu Chi Kwong     | Lo Kwan Yee      | Nike              | Jockey Club Kitchee Centre |
| Lee Man FC | Fung Ka Ki      | Fung Ka Ki        | Jordi Tarrés     | Adidas            | Lee & Man Chemical         |
| Rangers    | Philip Lee      | Dejan Antonić     | Cheung Kwok Ming | Kelme             | Mitico                     |
| Southern   | Chan Man Chun   | Cheng Siu Chung   | Michael Luk      | Macron            | ISUZU                      |
| Tai Po     | Cheung Hok Ming | Lee Chi Kin       | Wong Wai         | Nike              | Sun Mobile                 |
| Yuen Long  | Wong Wai Shun   | Tsang Chiu Tat    | Fábio Lopes      | Kelme             | Sun Bus                    |
| R&F        | Huang Shenghua  | Marek Zając       | Roberto          | Ucan              | R&F Properties             |

### Joueurs étrangers
Le nombre de joueurs étrangers est limité à 6 (incluant un joueur asiatique) par équipe, avec pas plus de 4 sur le terrain pendant les matchs. 
R&F doit avoir au moins huit joueurs de Hong Kong dans l'équipe et est autorisé à faire signer 3 étrangers pour la saison.
| Club       | Joueur 1        | Joueur 2        | Joueur 3         | Joueur 4        | Joueur 5              | Joueur asiatique |
| ---------- | --------------- | --------------- | ---------------- | --------------- | --------------------- | ---------------- |
| Dreams     | Pablo Gallardo  | Nacho Martínez  | Arkaitz Ruiz     | Joaquín García  | José Galán            | Yoon Dong-Hun    |
| Eastern    | Diego Eli       | Michel Lugo     | Vitor Saba       | Aleksandr Kokko | Manuel Bleda          | Yusuke Igawa     |
| HK Pegasus | João Emir       | Mahama Awal     | Rosen Kolev      | Nikola Komazec  | Travis Major          |                  |
| Kitchee    | Lucas Silva     | Fernando        | Krisztián Vadócz | Kim Dong-jin    | Diego Forlán          | Kim Bong-jin     |
| Lee Man FC | Denis           | Luciano Silva   | Stefan           | Zé Victor       | Son Min-chol          |                  |
| Rangers    | Igor Miović     | Marko Krasić    | Gaston Castaño   | Walter Vaz      |                       |                  |
| Southern   | Wellingsson     | Carles Martínez | Diego Garrido    | Marcos          | Carlos Rodríguez      | Zesh Rehman      |
| Tai Po     | David Lazari    | Dhiego Martins  | Dudu             | Eduardo Praes   | Igor Sartori          | Yuto Nakamura    |
| Yuen Long  | Everton Camargo | Juninho         | Ticão            | Tomas           | Aleksandar Ranđelović |                  |
| R&F        | Giovane         | NC              | NC               | NC              |                       |                  |

| Club | Joueur Hongkongais 1 | Joueur Hongkongais 2 | Joueur Hongkongais 3 | Joueur Hongkongais 4 | Joueur Hongkongais 5 | Joueur Hongkongais 6 | Joueur Hongkongais 7 | Joueur Hongkongais 8 | Joueur Hongkongais 9 |
| ---- | -------------------- | -------------------- | -------------------- | -------------------- | -------------------- | -------------------- | -------------------- | -------------------- | -------------------- |
| R&F  | Vas Núñez            | Roberto              | Itaparica            | Tsang Kin Fong       | Chow Cheuk Fung      | Wong Kai Yiu         | Ng Man Hin           | Hung Lau             | Law King Hei         |

## Compétition
Le barème de points servant à établir les classements se décompose ainsi :
- Victoire : 3 points
- Match nul : 1 point
- Défaite : 0 point

### Classement
| Rang | Équipe                  | Pts | J  | G  | N | P  | Bp | Bc | Diff |
| ---- | ----------------------- | --- | -- | -- | - | -- | -- | -- | ---- |
| 1    | Kitchee SC'T'C          | 50  | 18 | 16 | 2 | 0  | 67 | 12 | +55  |
| 2    | Wofoo Tai Po            | 37  | 18 | 11 | 4 | 3  | 36 | 21 | +15  |
| 3    | Hong-Kong Pegasus FC    | 33  | 18 | 10 | 4 | 4  | 37 | 26 | +11  |
| 4    | Eastern Sports Club     | 28  | 18 | 9  | 1 | 8  | 34 | 25 | +9   |
| 5    | KC Southern             | 26  | 18 | 8  | 2 | 8  | 28 | 27 | +1   |
| 6    | KMB Yuen Long           | 23  | 18 | 6  | 5 | 7  | 21 | 30 | -9   |
| 7    | Guangzhou R&F Hong-Kong | 22  | 18 | 7  | 1 | 10 | 27 | 35 | -8   |
| 8    | Lee Man FCP             | 15  | 18 | 4  | 3 | 11 | 22 | 36 | -14  |
| 9    | Dreams FC               | 15  | 18 | 4  | 3 | 11 | 18 | 40 | -22  |
| 10   | LM Rangers              | 6   | 18 | 1  | 3 | 14 | 12 | 50 | -38  |

|  | Qualification pour la Ligue des champions de l'AFC 2019                         |
|  | Qualification pour l'AFC Cup 2019                                               |
|  | Relégation en deuxième division                                                 |
|  | T : Tenant du titre C : Vainqueur de la Coupe de Hong-Kong P : Club promu de D2 |